# Förstakammarvalet i Sverige 1931
Förstakammarvalet i Sverige 1931 var ett val i Sverige till Sveriges riksdags första kammare. Valet hölls i den tredje valkretsgruppen i september månad 1931 för mandatperioden 1932-1939.
Två valkretsar utgjorde den tredje valkretsgruppen: Södermanlands läns och Västmanlands läns valkrets (9 mandat) och Blekinge läns och Kristianstads läns valkrets (9 mandat). Ledamöterna utsågs av valmän från det landsting som valkretsarna motsvarade. För de städer som inte ingick i landsting var valmännen särskilda elektorer. Tredje valkretsgruppen hade dock inga elektorer.
Ordinarie val till den tredje valkretsgruppen hade senast ägt rum 1923.

## Valresultat
| Parti                | Parti                      | Partiledare                   | Röster | Röster | Mandatfördelning | Mandatfördelning |
| Parti                | Parti                      | Partiledare                   | Antal  | +−     | Antal            | +−               |
| -------------------- | -------------------------- | ----------------------------- | ------ | ------ | ---------------- | ---------------- |
|                      | Socialdemokraterna         | Per Albin Hansson             | 77     | +17    | 8                | ▲1               |
|                      | Allmänna valmansförbundet  | Arvid Lindman                 | 47     | -11    | 5                | ▼1               |
|                      | Frisinnade landsföreningen | Carl Gustaf Ekman             | 21     | -14    | 2                | ▼1               |
|                      | Bondeförbundet             | Olof Olsson i Kullenbergstorp | 19     | +8     | 3                | ▲2               |
|                      | Sveriges liberala parti    | Eliel Löfgren                 | 1      | +-0    | 0                | ▼1               |
| Antal giltiga röster | Antal giltiga röster       | Antal giltiga röster          | 165    | -6     | 18               |                  |

### Invalda riksdagsmän
Södermanlands läns och Västmanlands läns valkrets:
- Gustaf Sederholm, n
- Gustaf Tamm, n
- Erik von Heland, bf
- Bo von Stockenström, fris
- Wilhelm Björck, s
- Johan Bärg, s
- David Norman, s
- Carl Svensson, s
- Assar Emanuel Åkerman, s

Blekinge läns och Kristianstads läns valkrets:
- Gustaf Ehrnberg, n
- Erik Forssberg, n
- Johan Nilsson, n
- Alexander Nilsson, bf
- Anton Pettersson, bf
- Elof Andersson, fris
- Lars Borggren, s
- William Linder, s
- Theodor Östergren, s